# Le campane (Rachmaninov)
Le campane, Op. 35 (in russo Колокола?) è una sinfonia corale composta da Sergej Vasil'evič Rachmaninov nel 1913, sul testo del poema omonimo (The bells) di Edgar Allan Poe, nella libera traduzione in russo del poeta simbolista Konstantin Dmitrievič Bal'mont.

## Storia della composizione
Rachmaninov iniziò a comporre Le campane durante la sua permanenza a Roma con la famiglia nel 1913. L'idea di creare l'opera era nata in circostanze particolari, dopo che il compositore ebbe ricevuto una lettera anonima con la traduzione in russo di Konstantin Bal'mont del poema di Poe, affinché lo mettesse in musica: Rachmaninov così riservato e così poco sentimentale, decise di accogliere l'invito. Fu solo dopo la morte del compositore che venne resa nota l'identità del mittente della lettera: Marija Danilova, all'epoca giovane studentessa di violoncello al conservatorio di Mosca, allieva di Michail Bukinik, amico di Rachmaninov. Al termine dell'opera il compositore vi appose la dedica (in tedesco) al direttore d’orchestra olandese Willem Mengelberg e all’Orchestra del Concertgebouw di Amsterdam; non si ha tuttavia notizia certa che il dedicatario l’abbia mai effettivamente diretta. Da parte sua, Rachmaninov ne diresse la prima esecuzione a San Pietroburgo il 30 novembre 1913 e la replica a Mosca l’8 febbraio 1914, in entrambi i casi con notevole successo. Rachmaninov considerava Le campane come una tra le sue opere più riuscite e nel 1933, intervistato da un giornalista, si rammaricò del fatto che fosse raramente eseguita.

## Struttura della composizione
La composizione si articola in quattro movimenti, secondo la ripartizione classica di una sinfonia.
Se nel testo originale Poe seppe utilizzare in maniera affascinante le risorse sonore ed evocatrici della lingua inglese, Rachmaninov fu non meno abile nell’ambientare la propria versione musicale in un contesto assolutamente russo. Peraltro, va precisato come il compositore fosse affascinato dal suono delle campane; al riguardo egli scrisse: «Il suono delle campane si ode in tutte le città russe da me conosciute […]. Esse accompagnano ciascun russo dalla culla alla tomba e un compositore non può sottrarsi alla loro influenza […]. Per tutta la vita ho udito con piacere il loro scampanio dalle melodie e dai caratteri più diversi, dal gioioso tintinnio al mesto rintocco funebre. Ciascun russo porta in sé l’amore per le campane […]. Se mai mi è riuscito di far vibrare le campane di emozioni umane nelle mie opere, ciò è dovuto al fatto che ho trascorso gran parte della mia vita tra le vibrazioni degli scampanii a Mosca».
Come in altre importanti opere di Rachmaninov (seconda e terza sinfonia, il poema sinfonico L’isola dei morti) il motivo del Dies irae compare a più riprese anche in quest'opera, dove si manifesta un’emozione particolarmente intensa, raramente superata in altri suoi lavori. Le parti soliste per soprano, tenore e baritono rivelano la comprensione di Rachmaninov per la poesia ed il suo talento per la musica vocale. Ai primi tre movimenti dall’andamento animato fa da contrasto il finale più contenuto; il susseguirsi delle quattro parti della sinfonia corale rappresenta la descrizione del corso della vita dalla giovinezza alla tomba: campane d’argento per la nascita, campane d’oro per le nozze, campane di bronzo per il terrore e campane di ferro per il rintocco a morto.